# Pave Johannes 8.
Johannes 8. (født 820, død 16. december 882) var af romersk afstamning og pave 872—882. Han søgte med energi og statsmandskløgt at hævde pavemagten over fyrstemagten og at gøre bisperne uafhængige af verdslig magt. 875 kronede han Karl den Skaldede til kejser og støttede sig i det hele til de franske karolinger, men disse var for svage til at hjælpe ham mod saracenerne, der stod foran Roms mure.
Først splittede han sine fjender, derefter sejrede han over dem i et søslag. For at vinde en støtte i Konstantinopel mod saracenerne godkendte han Fotios som patriark (879). Da Frankrig ikke kunne hjælpe ham, og det tyske parti i Rom intrigerede imod ham, måtte han i 881kejserkrone Karl den Tykke. Han stræbte efter at føre en national italiensk politik.